# 双流机场站
双流机场站位于中华人民共和国四川省成都市双流区，是成贵客运专线的一座中间站，规模为2台6线（包含两条正线），于2014年12月20日开通运营，主要服务于往来成都双流国际机场的旅客。车站全站设在双流机场T2航站楼前地下，与航站楼及成都地铁10号线的双流机场2航站楼站、成都地铁19号线和成都地铁30号线的双流机场2航站楼东站实现便捷换乘。

## 车站结构

### 候车区
- 车站入口
- 售票处
- 候车区
- 出站口

### 楼层分布
| B1 | 站厅层   | 售票处、进站口、候车区、出站口        |
| B1 | 接驳交通 | T2航站楼、10号线站厅                  |
| -2 | 1站台    | 成贵客运专线 往成都东方向（成都南站） |
| -2 | 岛式站台 |                                       |
| -2 | 2站台    | 成贵客运专线 往成都东方向（成都南站） |
| -2 | 正线     | 成贵客运专线上行列车通过线            |
| -2 | 正线     | 成贵客运专线下行列车通过线            |
| -2 | 3站台    | 成贵客运专线 往贵阳东方向（双流西站） |
| -2 | 岛式站台 |                                       |
| -2 | 4站台    | 成贵客运专线 往贵阳东方向（双流西站） |